# Онон-Борзя
Онон-Борзя — село в Александрово-Заводском районе Забайкальского края России. Административный центр сельского поселения «Онон-Борзинское».

## География
Село находится в юго-восточной части края, на западе района, на реках Борзя и Заречная Борзя, на расстоянии в 65 км от села Александровский Завод.
Климат
Климат характеризуется как резко континентальный с продолжительной холодной зимой и сравнительно тёплым летом. Средняя температура воздуха самого холодного месяца (января) составляет −22,7 °C; средняя температура самого тёплого месяца (июля) — 38 °C. Среднегодовое количество атмосферных осадков составляет 350—410 мм. Большая часть осадков (до 85 %) выпадает в течение тёплого сезона. Продолжительность безморозного периода составляет от 85 до 100 дней в году.

## История
Основано в 1870.
Возникло как место проживания забайкальских казаков. В 1898—1918 центр Онон-Борзинской станицы 4-го военного отделения ЗКВ.
Во время Гражданской войны в России (в Забайкалье, 1918—1920) место партизанского движения.

## Население
| 1989 | 2002 | 2010 | 2021 |
| ---- | ---- | ---- | ---- |
| 472  | ↘342 | ↘266 | ↘200 |

Национальный состав
Согласно результатам переписи 2002 года, в национальной структуре населения русские составляли 92 % от 342 жит..

## Инфраструктура
Жители заняты сельским хозяйством.
В селе функционируют основная общеобразовательная школа, фельдшерско-акушерский пункт.
Памятные знаки: в честь погибших в Великой Отечественной; в честь В. Г. Ушакова (начальник штаба партизанского отряда), в честь Я. Н. Коротаева (командующего Восточно-Забайкальским фронтом партизан). В окрестностях села находится братская могила борцов за Советскую власть.

## Транспорт
Автомобильная дорога общего пользования регионального значения 76К-037 «Подъезд к с. Онон-Борзя» (идентификационный номер: 76 ОП РЗ 76К-037).